# Ричард Клайдерман
Ричард Клайдерман (фр. Richard Clayderman; настоящее имя Филипп Паже́с, фр. Philippe Pagès; род. 28 декабря 1953, Париж) — французский пианист, аранжировщик, исполнитель классической и этнической музыки, а также музыки к кинофильмам.

## Биография
Начал занятия на фортепиано очень рано под руководством своего отца, преподавателя музыки.
В возрасте 12 лет поступил в консерваторию, где получил первое место среди 16-летних товарищей. Чтобы оплатить свою учёбу, а также чтобы самосовершенствоваться, он начал играть на фортепиано. Он работал у Мишеля Сарду, Тьерри Ле Люрона и Джонни Халлидея.
В 1976 году был приглашён производителем музыкальных записей на пробу вместе с двадцатью другими пианистами для записи баллад. В результате выбрали его, и с этого момента его популярность существенно возросла.

## Творчество
Всемирно известная «Баллада для Аделины» (фр. Ballade pour Adeline), написанная Полем де Сенневилем (фр. Paul de Senneville), а также композиции «Брак по любви» (фр. Mariage d'Amour), Tango Cumparsita и  A Comme Amour сделали его звездой. Было продано 22 млн экземпляров в более чем 30 странах мира.
К настоящему времени Клайдерман записал более 1200 музыкальных произведений и выпустил свыше 100 компакт-дисков общим тиражом 90 млн экземпляров.